# Route nationale 2 (Afrique du Sud)
Pour les articles homonymes, voir N2 et Route nationale 2.
La N2 est une des principales Routes nationales (en fait une autoroute) d'Afrique du Sud; il s'agit de la principale autoroute longeant la côte de l'Océan Indien dans le pays. La N2 débute au Cap dans la province du Cap-Occidental, passe notamment par Port Elizabeth et East London dans la province du Cap-Oriental, Durban au KwaZulu-Natal et prend fin à Ermelo au Mpumalanga.
Le pont de Bloukrans, emprunté par la route, permet la circulation entre les provinces du Cap-Occidental et du Cap-Oriental.
La N2 est partiellement doublée par la route 62 et sa route des Jardins, plus proches de la côte.

## Route
Les principales localités traversées par la N2 sont Le Cap, Somerset West, Caledon, Swellendam, Mossel Bay, George, Knysna, Humansdorp, Port Elizabeth, Grahamstown, King William's Town, Bhisho, East London, Mthatha, Kokstad, Port Shepstone, Durban, KwaDukuza, Empangeni, Piet Retief, et Ermelo.

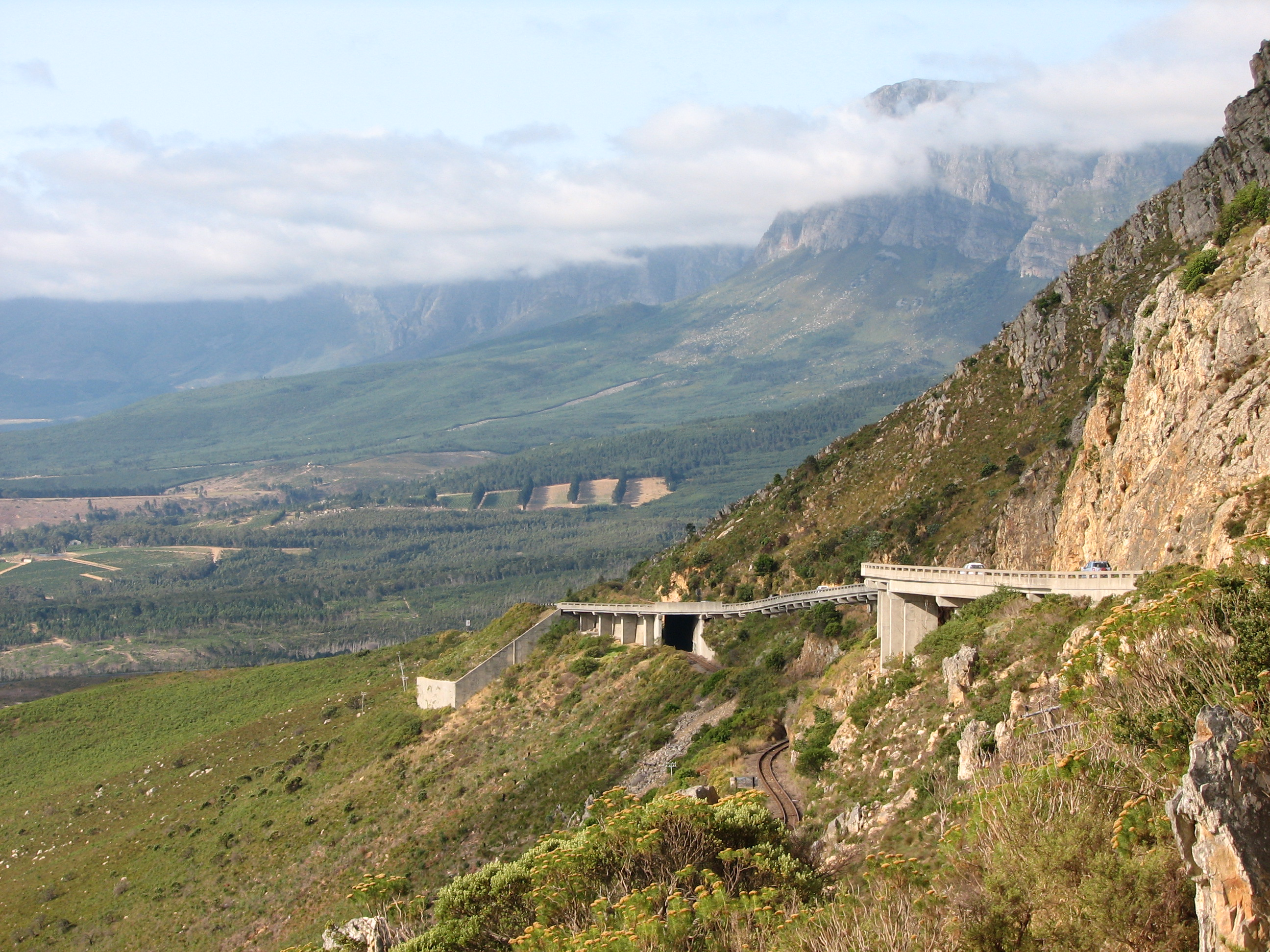
La N2 franchissant les montagnes Hottentots-Holland par le col Sir Lowry's Pass au sortir de Somerset West.
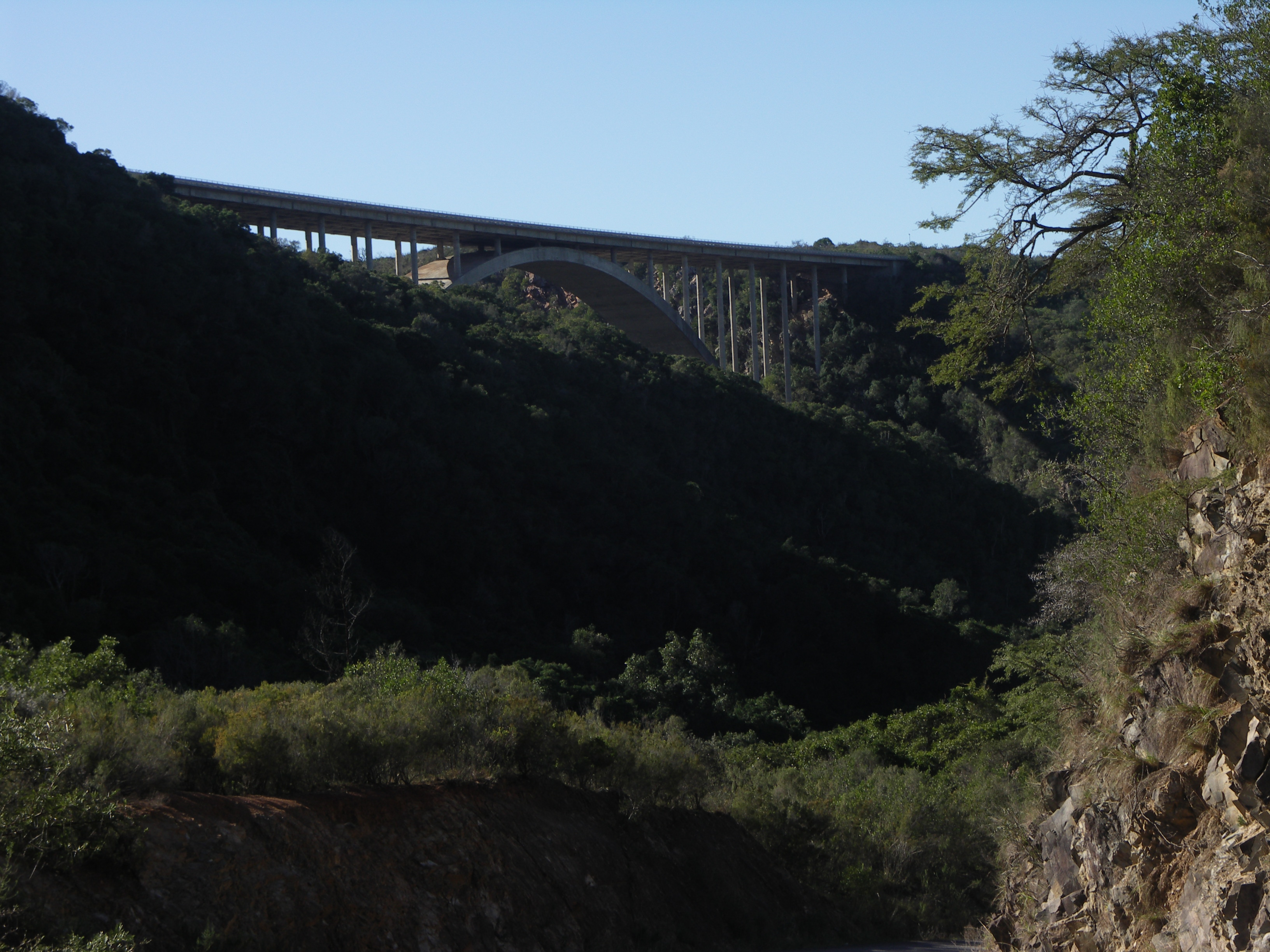
La N2 passe sur le pont Van Stadens au Van Stadens Pass.